# Stoian Sârbu
Stoian Sârbu (n. 10 februarie 1867, Cuvin, comitatul Arad, Regatul Ungariei – d. 26 mai 1945) a fost delegat din partea cercului Radna, județul Arad, la Marea Adunare Națională de la Alba Iulia  Organismul Legislativ Reprezentativ al „Tuturor românilor din Transilvania, Banat și Țara Ungurească”, cel care a adoptat hotărârea privind Unirea Transilvaniei cu România, la 1 decembrie 1918.

## Biografie
Stoian Sârbu a urmat școala elementară. A decedat la 26 mai 1945.

## Activitate politică
Stoian Sârbu a  fost primar al comunei Cuvin, județul Arad în perioada 10 ianuarie 1905 - 10 septembrie 1929 și delegat din partea cercului Radna, județul Arad, la Marea Adunare Națională de la Alba Iulia din 1 decembrie 1918. S-a retras din viața publică la vârsta de 76 de ani.